# Phymatosorus hainanensis
Phymatosorus hainanensis là một loài thực vật có mạch trong họ Polypodiaceae. Loài này được (Noot.) S.G. Lu miêu tả khoa học đầu tiên.